# Grote Prijs Stad Zottegem 2016
Il Grote Prijs Stad Zottegem 2016, ottantunesima edizione della corsa e valida come evento dell'UCI Europe Tour 2016 categoria 1.1, si svolse il 23 agosto 2016 su un percorso di 190,1 km. Fu vinta dal belga Tim Merlier che terminò la gara in 4h12'37", alla media di 45,15 km/h, al secondo posto il belga Timothy Dupont e a chiudere il podio il tedesco Marcel Sieberg.
Partenza con 183 ciclisti, dei quali 115 completarono la gara.

## Squadre partecipanti
| N.      | Cod. | Squadra                     |
| ------- | ---- | --------------------------- |
| 1-8     | LTS  | Lotto-Soudal                |
| 11-18   | BOA  | Bora-Argon 18               |
| 21-28   | FVC  | Fortuneo-Vital Concept      |
| 31-38   | GAZ  | Gazprom-RusVelo             |
| 41-48   | ONE  | ONE Pro Cycling             |
| 51-58   | ROP  | Roompot Oranje Peloton      |
| 61-68   | TNN  | Team Novo Nordisk           |
| 71-78   | ROT  | Team Roth                   |
| 81-88   | TSV  | Topsport Vlaanderen-Baloise |
| 91-98   | WGG  | Wanty-Groupe Gobert         |
| 101-108 | STH  | Wilier Triestina-Southeast  |
| 111-118 | SKT  | An Post-ChainReaction       |
| 121-128 | AIW  | Avanti Isowhey Sport        |

| N.      | Cod. | Squadra                          |
| ------- | ---- | -------------------------------- |
| 132-138 | CIB  | Cibel-Cebon                      |
| 141-148 | CRV  | Crelan-Vastgoedservice           |
| 151-158 | RIJ  | Cyclingteam Join's-De Rijke      |
| 161-168 | KLC  | Klein Constantia                 |
| 171-178 | LPC  | Leopard Pro Cycling              |
| 181-188 | MGT  | Madison Genesis                  |
| 191-198 | RDT  | Rabobank Development Team        |
| 201-208 | SHI  | Superano Ham-Isorex              |
| 211-218 | WGN  | Team Wiggins                     |
| 221-226 | VER  | Veranclassic-Ago                 |
| 231-238 | WIL  | Veranda's Willems Cycling Team   |
| 241-248 | WBC  | Wallonie Bruxelles-Group Protect |

## Ordine d'arrivo (Top 10)
| Pos. | Corridore           | Squadra         | Tempo    |
| ---- | ------------------- | --------------- | -------- |
| 1    | Tim Merlier         | Crelan          | 4h12'37" |
| 2    | Timothy Dupont      | Veranda's       | s.t.     |
| 3    | Marcel Sieberg      | Lotto-Soudal    | s.t.     |
| 4    | Phil Bauhaus        | Bora-Argon      | s.t.     |
| 5    | Marco Marcato       | Wanty-Gobert    | s.t.     |
| 6    | Baptiste Planckaert | Wallonie        | s.t.     |
| 7    | Igor' Boev          | Gazprom         | s.t.     |
| 8    | Steele Von Hoff     | ONE             | s.t.     |
| 9    | Wouter Mol          | Join's-De Rijke | s.t.     |
| 10   | Steven Tronet       | Fortuneo        | s.t.     |